# Mulopo Kudimbana
Nicaise Mulopo Kudimbana (Brüsszel, 1987. január 21. –) belga születésű belga korosztályos válogatott labdarúgó, de felnőtt szinten a kongói DK válogatottban szerepel. Jelenleg az RSC Anderlecht játékosa.

## Sikerei, díjai
- RSC Anderlecht
  - Belga szuperkupa: 2014

## Külső hivatkozások
- Mulopo Kudimbana Footgoal
- Mulopo Kudimbana Transfermarkt